# Меха (геральдика)

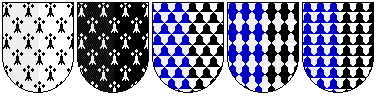
Меха в геральдике

Меха (покрытия) — два меха, традиционно используемые в геральдике.
Эти меха в геральдике символизируют достоинство, превосходство, честь, чистоту нравов, приверженность высоким идеалам, в том числе и религиозным, верховную власть, престиж и авторитет.

## История
Подавляющее большинство геральдистов согласны в том, что существует лишь два вида геральдического меха — горностай и белка, — соотносимые с реальным мехом животных, которым представители родовой знати и верхушки магистратов обшивали и декорировали свои парадные церемониальные одежды. Ещё в незапамятные времена эта мода распространилась в придворной среде, затем она была заимствована участниками рыцарских турниров и юридически закреплена буллой папы Иннокентия III (1198-1216). Обращаясь к Коррадию, архиепископу Вюрцбургскому, которому было наказано идти бить сарацинов, Иннокентий III указывал, что надо быть «обязательно в облачении, украшенном мехом горностая или белки, или каким-либо иным цветом из тех, что используется на рыцарских турнирах».
Ношение одежды, декорированной или подбитой дорогостоящим мехом, строжайшим образом предписывалось представителям высшей аристократии, однако считалось, что подобная одежда соответствует их достоинству. Если меха не оказалось в наличии, как случилось во время коронации Генриха II во Франции, то использовалась серебряная парча с вкраплениями чёрного бархата, имитирующего мех горностая. Часто такие подделки делались из чёрного ломбардского барашка, нашитых на ткань.
Что касается происхождения, символ меха можно обнаружить на печати , принадлежащей герцогу Бретани Пьеру I (1218). Герцогом Иоанном IV был учреждён орден Горностая. Этот символ часто встречается в гербах Бретани, кроме того, эти меха встречаются на гербах латинских стан, крайне редко — Германии. Мехом белки украшали своё облачение магистры и высшая знать, он являлся отличительным признаком рыцарских орденов, со времён средневековья этими мехами были оторочена одежда герольдов. В исторических документах упомянута мантия Орделафо Фалиер, дожа Венеции (1085).
Ремесло выделки меха было одним из семи процветающих ремёсел.

## Символика меха в геральдике
Меха могут накладываться на металлы, как финифти, и могут накладываться на финифти, как металлы. При этом они могут быть использованы, как любой другой цвет, могут даже заполнять всё поле, даже при отсутствии других фигур и элементов (герб Бретани — сплошной горностай). Мех может выступать в качестве цвета геральдической или простой фигуры. Эта окраска может быть как сплошной, так и фрагментарной, в виде рядов или линий, столбов, перевязей, поясов и.т.д. В гербах можно встретить и отдельные, единичные элементы геральдического меха: напоминающий наконечник стрелы (мех горностая) или узор в форме колокольчика (мех белки). В подобных случаях при блазонировании необходимо указывать их количество и порядок размещения.

Элемент горностаевого меха
Герб Бретани
Элемент беличьего меха
Герб графов Папенхайм